# Lijst van beschermd erfgoed in de gemeente Dalheim
In deze lijst van beschermd erfgoed in de gemeente Dalheim (Duelem) zijn alle geclassificeerde nationale monumenten van de Luxemburgse gemeente Dalheim opgenomen.

## Monumenten per plaats

### Dalheim
| Object                                       | Bouwjaar/architect | Locatie       | Datum beschermd?      | Coördinaten | Afbeelding |
| -------------------------------------------- | ------------------ | ------------- | --------------------- | ----------- | ---------- |
| Terrein                                      |                    |               | 29 maart 1974 (IS)    |             |            |
| Terrein                                      |                    |               | 29 maart 1974 (IS)    |             |            |
| Deel van de weg van Dalheim naar Filsdorf    |                    |               | 7 april 1986 (IS)     |             |            |
| Terrein met resten van romeinse nederzetting |                    |               | 7 april 1986 (IS)     |             |            |
| Terrein met resten van romeinse nederzetting |                    |               | 21 maart 1986 (IS)    |             |            |
| gebouw                                       |                    | 2, Hossegaass | 28 februari 2011 (IS) |             |            |

### Filsdorf(Fëlschdref)
| Object  | Bouwjaar/architect | Locatie                 | Datum beschermd?      | Coördinaten | Afbeelding |
| ------- | ------------------ | ----------------------- | --------------------- | ----------- | ---------- |
| Terrein |                    | 21, Dräikantongsstrooss | 20 augustus 2010 (IS) |             |            |

### Welfrange(Welfreng)
| Object               | Bouwjaar/architect | Locatie           | Datum beschermd?   | Coördinaten | Afbeelding |
| -------------------- | ------------------ | ----------------- | ------------------ | ----------- | ---------- |
| Boerderij            |                    | 1, Kiercheplaz    | 30 april 2002 (IS) |             |            |
| Boerderij Thélenhaff |                    | 5, Waassergaass   | 30 april 2002 (IS) |             |            |
| Gebouwen             |                    | 3, Munnerefferwee | 1 juli 2011 (IS)   |             |            |

## Bron
- Liste des immeubles et objets classés monuments nationaux ou inscrits à l'inventaire supplémentaire